# Löwenapotheke Malmö
Die Löwenapotheke in Malmö (schwedisch: Apoteket Lejonet) ist eine von vier Apotheken in Schweden, die von besonderem kulturellen und historischen Wert ist. Sie steht samt ihrer Ausstattung unter Denkmalschutz.

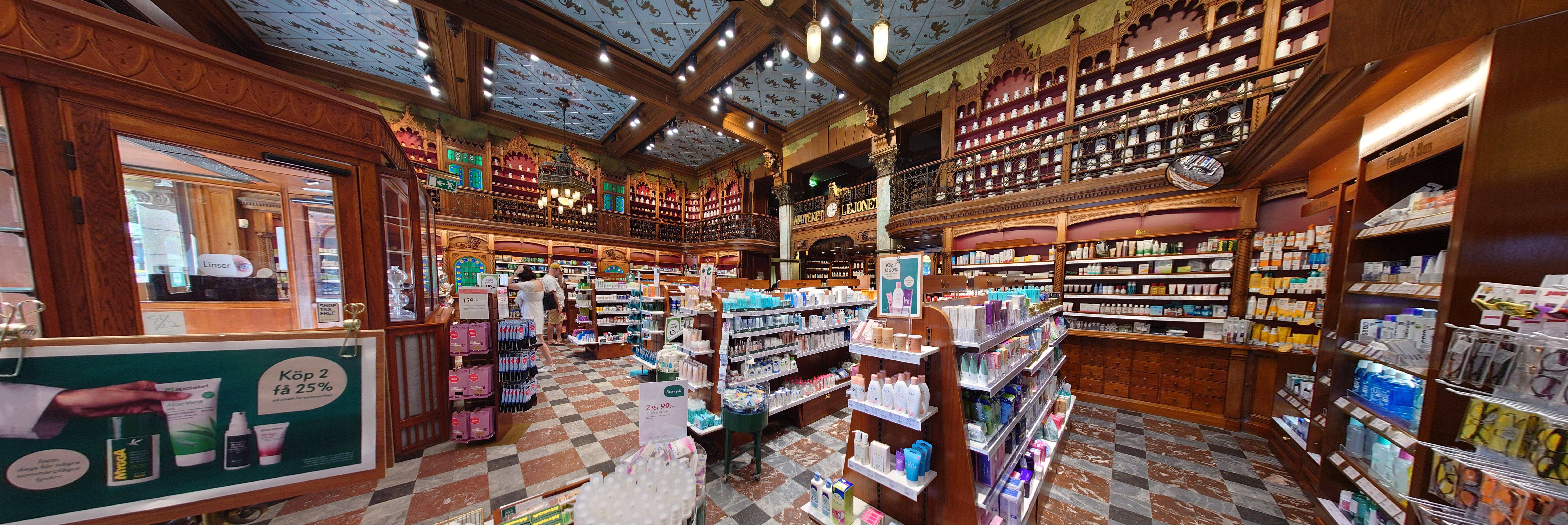
Innenansicht der Apotheke, 2024

## Lage
Die Löwenapotheke befindet sich am Stortorget 8 von Malmö und grenzt an ein Wohnhaus an der Södergatan. Ihre Schmuckfassade befindet sich im südöstlichen Bereich des Marktplatzes und wird von dem Brandgiebel dominiert. Die südöstliche Gebäudeseite bildet den Beginn des Fußgängerdurchgangs Lejonetpassagen und führt zur Kalendegatan.

## Geschichte
König Friedrich II. erteilte am 4. April 1571 das Privileg zum Betreiben einer Offizin an Erasmus von dem Brucke zur Herstellung und Ausgabe von Arzneien in der Stadt, die Einrichtung befand sich in der Kyrkegatan. (Malmö gehörte im 16. Jahrhundert noch zum Königreich Dänemark-Norwegen.) Bald wurde das Gebiet schwedisch, die Einwohnerzahlen in Malmö und im Umland nahmen zu. In dieser Zeit betrieb die deutsche Apothekerfamilie Dietrich die Einrichtung, nach denen sie dann Dietrichska Apoteket genannt wurde. Als bald eine weitere Offizin in Malmö eröffnet wurde, unterschied man die beiden durch die zusätzliche Festlegung von Tiersymbolen: Dietrichska erhielt ein Löwensymbol; die andere Einrichtung wurde zur Adler-Apotheke. So bekam die Dietrichsche Einrichtung den Namen Löwen-Apotheke. Die Apotheken bauten in diesem Jahrhundert ihre Heilpflanzen selbst an und produzierten auch erstmals Mineralwasser zu Trinkzwecken. (Die erste Offizin ist nicht mehr erhalten.)

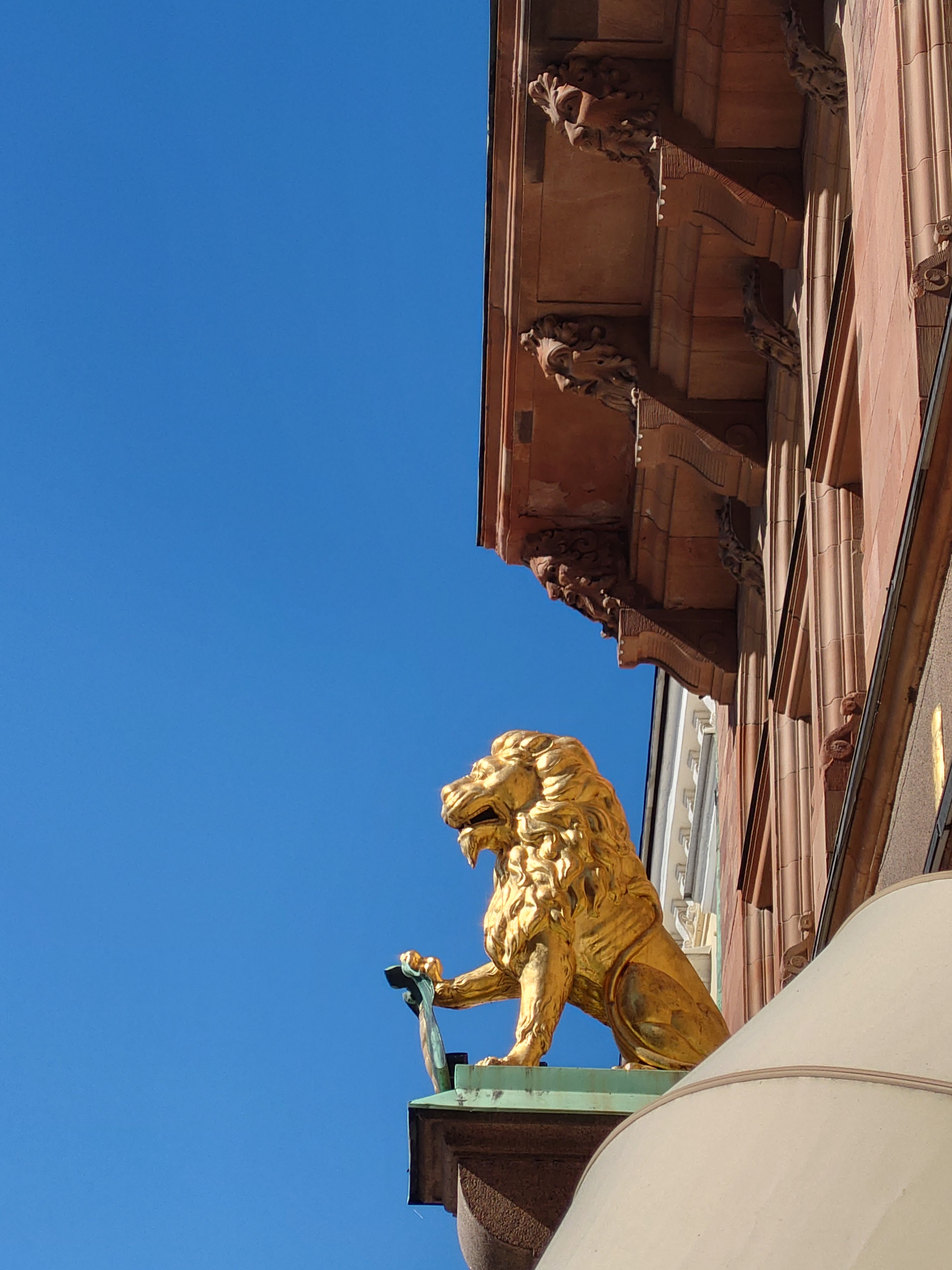
Löwenskulptur der Apotheke

Erst Ende des 19. Jahrhunderts ließ Apotheker John Tesch durch die Architekten August Lindvall und Harald Boklund eine prachtvolle Verkaufseinrichtung direkt am Marktplatz ausführen, die zu einem ganzen Baublock gehörte, dessen Bauherr Claus Mortensen war. (Mortensen war Reformator in Skåne und Pastor der St.-Petri-Kirche.) Die genannten Architekten sollten eigentlich einen fertigen Bauentwurf von Hans Hallström verbessern und umsetzen, änderten jedoch die Pläne ziemlich radikal. Das führte zu starken Meinungsverschiedenheiten mit dem Bauherrn und schließlich zu gerichtlichen Auseinandersetzungen.
Tesch bezog mit seiner Familie in den oberen Stockwerken seine Wohnung, die er mittels einer gerade in Mode gekommenen Aufzugsanlage im Inneren bequem erreichen konnte.
Zum Zeitpunkt der Eröffnung galt die Apotheke Lejonet als eine der größten derartigen Einrichtungen Europas, vergleichbar mit der zaristischen Apotheke im Moskauer Kreml (siehe James Frencham#Leben und Wirken).
Wegen der prachtvollen Ausgestaltung hieß das Haus bei den Einwohnern dann auch Tesch-Palast und wird auch noch immer so genannt.
Tesch gab im Jahr 1914 seine Apotheker-Tätigkeit auf, verkaufte die Einrichtung unter anderem an seinen Neffen Hjalmar Andersson-Tesch und wechselte in das Bankengewerbe, wo er die Volksbank gründete.
Im Jahr 1920 wurde die Apotheke letztmalig an einen anderen, meistbietenden Apotheker verkauft. Erwähnenswert ist, dass zwischen 1924 und 1930 in dieser Offizin das erste Insulin Schwedens produziert wurde.
Im Jahr 1971, genau zum 400. Geburtstag der Einrichtung, wurde eine Aktiengesellschaft (Apoteksbolaget AB) Besitzer der Apotheke und betreibt sie seitdem.

## Architektur

### Haus gesamt

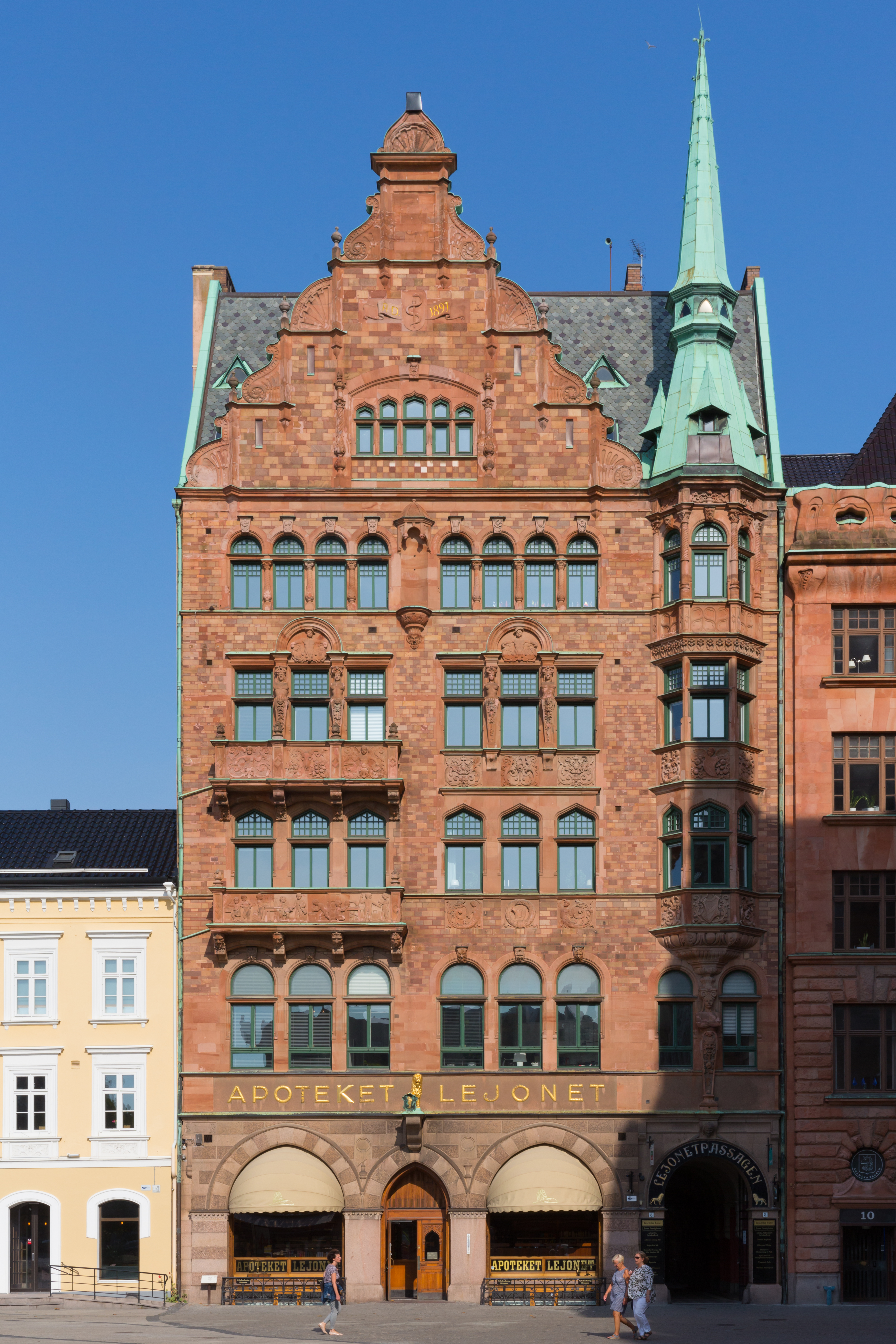
Gesamtes Gebäude mit Apotheke

Das Gebäude entstand in der Zeit von 1895 bis 1898 im holländischen Baustil mit gotischen, Neorenaissance- und Jugendstil-Elementen. Im Giebel weist die Inschrift „A.D. 1898“ auf das Fertigstellungsdatum hin.
Das Haus bildet ein dreiachsiges achsensymmetrisches Bauwerk, zwei Achsen sind mit dreifach gruppierten Fenstern versehen und die dritte Achse wird durch Halbrunderker gegliedert, die ganz oben in einem Rundturm endet. Auf Straßenniveau ist im Turm der Durchgang zur Passage eingebaut.
Die zwei Achsen enden in einem abgetreppten Giebel, der auch als Brandmauer dient. Die Fenster in der ersten und vierten Etage sind Rundbögen, in der zweiten und dritten Etage sind die Fenster in geschwungener Dreiecksform ausgeführt. Die Fassade ist ab der ersten Etage vollflächig mit Klinkern in braunen Schattierungen verkleidet. Bauschmuck bilden die menschenähnlichen Löwenköpfe aus Sandstein über den Fensterfaschen sowie Friese mit Menschendarstellungen und floralen Motiven an den Balkonbrüstungen und an den Zwischenflächen.
Mitte der 1990er Jahre erfolgte eine umfassende Renovierung der Fassaden des Gebäudes.

### Ladenbereich im Erdgeschoss
Der Erdgeschossbereich ist außen nicht mit Klinkern verkleidet und trägt auch keinen gesonderten Bauschmuck. Hier sind die breiten Fenster rechts und links des Eingangs als gedrungene Spitzbögen ausgeführt und mittels hell- und dunkelgrauen breiten Randsteinen betont, auch der Eingang wurde so gestaltet. Die Fassadenfläche im Sockelbereich nimmt diese Gestaltung auf. Der Eingang ist deutlich schmaler als die Schaufenster und mit einer geschnitzten Holztür versehen. Über der Spitze des Eingangs thront ein vergoldeter sitzender wappenhaltender Löwe auf einer steinernen vorkragenden Konsole. Links vom Löwen ist in halber Hausbreite der Schriftzug Apoteket und rechts von ihm der Schriftzug Lejonet in vergoldeten Versalien angebracht.
Der gesamte Fußboden der Apotheke ist ein gleichmäßiges Mosaik aus hellgrauen, dunkelgrauen und braunen geflammten steinernen Platten.
Die Chronik des Hauses ist auf einer dreiteiligen Holztafel im Verkaufsraum in schwedischer Sprache dargestellt.

## Ausstattung

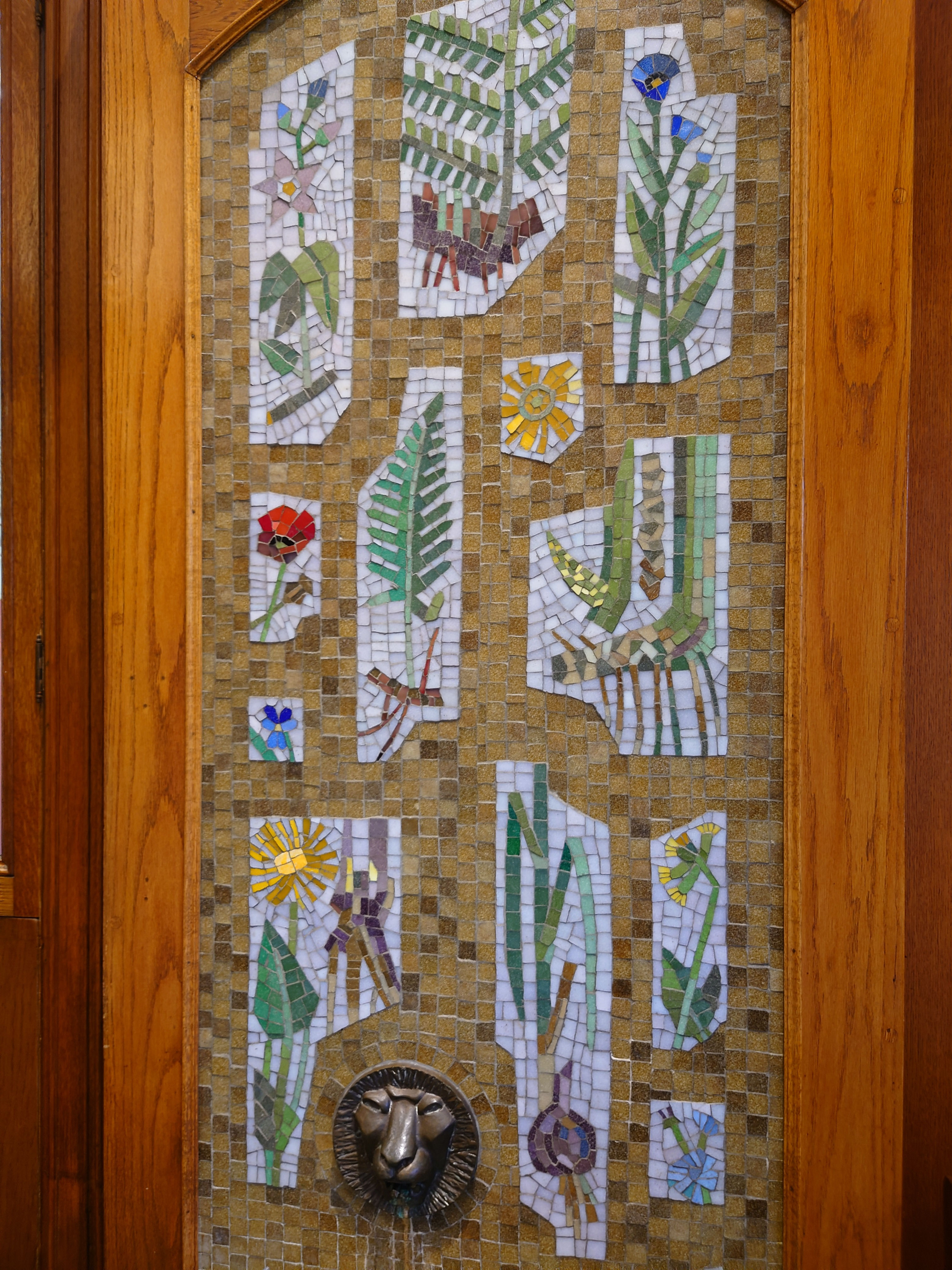
Blüten- und Blattmosaike von Heilpflanzen

Historische hölzerne Medizinregale über drei Seiten sowie ein Wand-Kachelmosaik zu Kräutern vervollständigen die Innendekoration. Die anderen Wände sind von hölzernen Paneelen bedeckt.
In allen oberen Reihen der Wandregale sind typische historische Apothekergefäße ausgestellt, die mit ihren lateinischen Namen die Grundtinkturen bezeichnen. Sie können über eine zweiseitige Empore, die mit schmiedeeisernen Schmuckgittern verziert ist, erreicht werden. Ebensolche halbhohen Schmuckgitter schützen die Schaufenster außen auf Straßenniveau.
Die plastische Kassettendecke wird durch den Kontrast zwischen den dunklen Holzeinfassungen und den hellgrauen Flächen betont, wobei diese in kleinere Quadrate aufgeteilt sind und in jedem die Silhouette eines goldenen seitwärts schreitenden Löwen eingearbeitet ist.

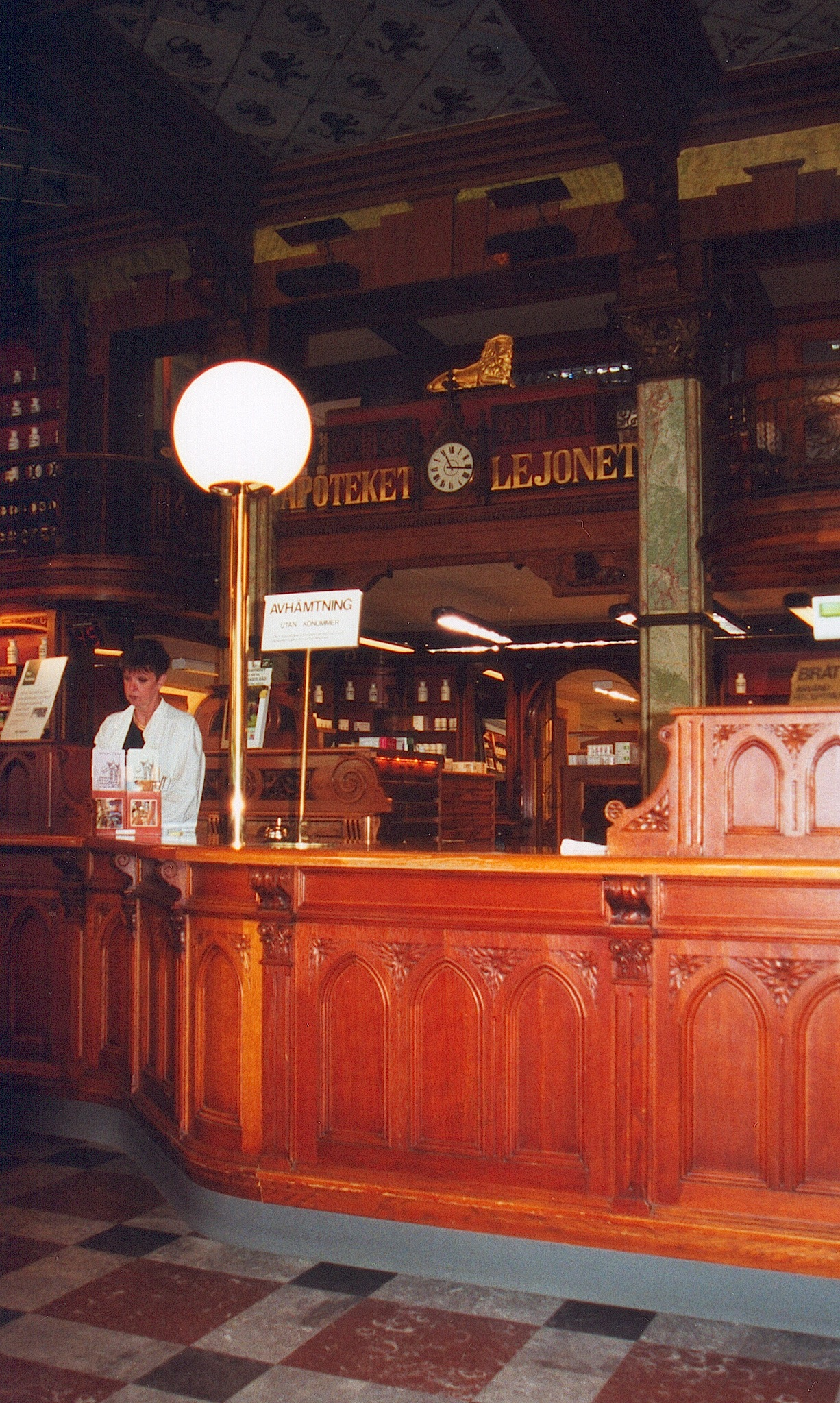
Historischer Tresen aus dem Jahr 1898 und kleiner Ausschnitt des Fußbodenmosaiks

Über dem mittleren Tresen befindet sich an der Balustrade der Empore eine Uhr, dahinter steht ein rotes Schränkchen, auf welchem eine weitere vergoldete Löwenskulptur platziert ist.
Messingfarbene sechseckige Kronleuchter hängen an Ketten von der Mitte einiger Kassettenflächen herab. An den Stoßstellen zwischen Kassettenrahmen und der Wandverkleidung sind kleine gleichfarbige geschnitzte Phantasiegeister zu sehen.
Um den Erfordernissen der Medizinangebote des 21. Jahrhunderts zu genügen, sind im Ladenraum einige historische Vitrinen weggeräumt und durch moderne Warenträger ersetzt worden. – Mit der erhaltenen Ausstattung gilt die Einrichtung auch als Kultur-Apotheke.